# 김윤호 (희극인)
김윤호(1988년 12월 7일 ~ )는 대한민국의 희극 배우이다.

## 방송
- SBS 웃찾사